# Renseignement d'origine électromagnétique en France

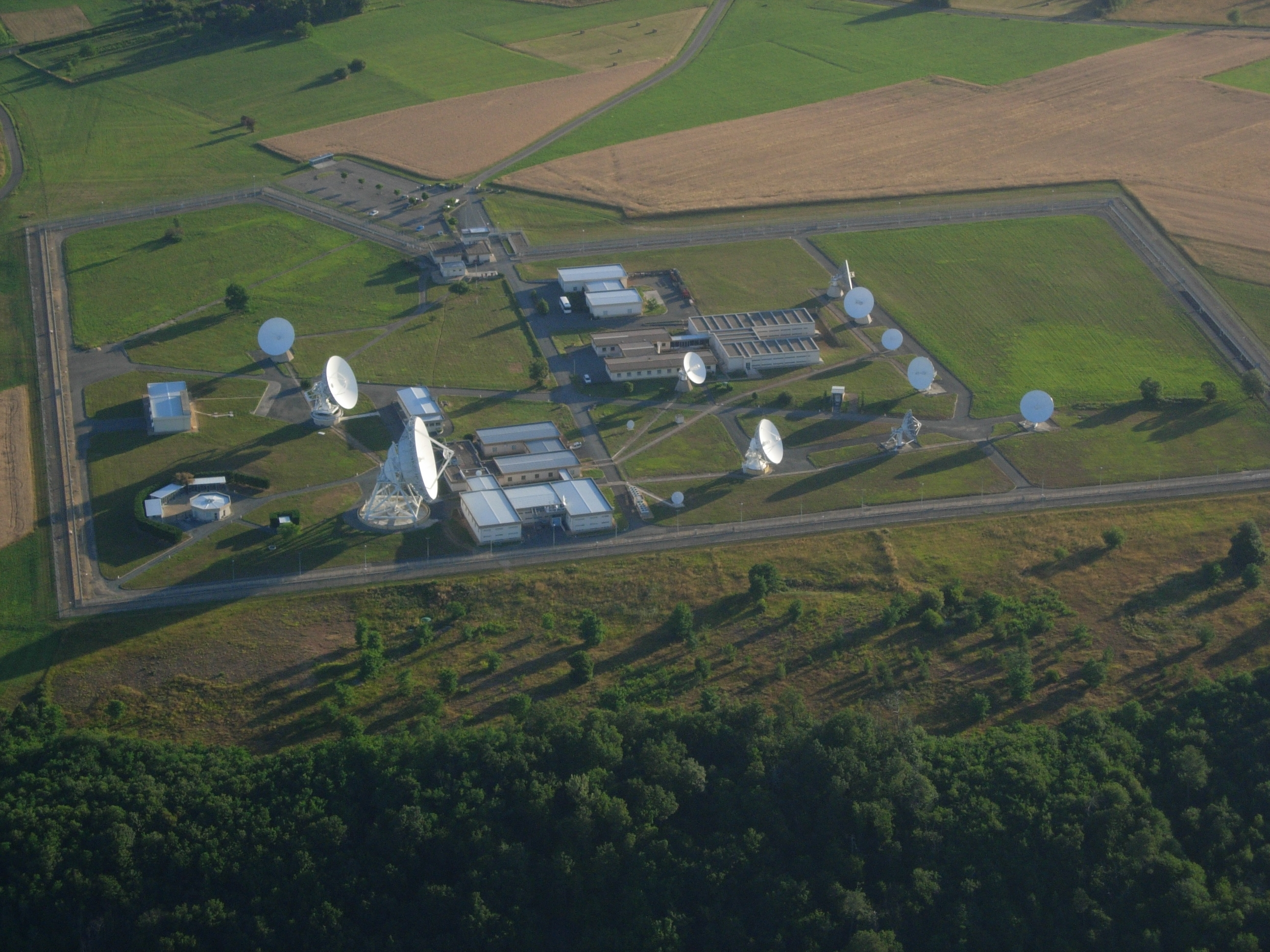
Site de la DGSE de Domme (Dordogne)

Le renseignement d'origine électromagnétique en France est encadré par diverses dispositions législatives. Outre les écoutes téléphoniques, il permet l'interception de téléfax, de courriers électroniques et d'autres formes de communication électroniques, notamment via le système « Emeraude ». C'est l'une des missions principales de la direction générale de la Sécurité extérieure (DGSE) : 2 000 personnes, sur les 4 500 employés, en sont chargées.

## Dispositions légales
Les interceptions de communication réalisées dans un cadre judiciaire sont centralisées par l'Agence nationale des techniques d'enquêtes numériques judiciaires (ANTENJ) qui assure le fonctionnement de la Plateforme nationale des interceptions judiciaires, celles-ci n'ont pas de rapport avec le renseignement. 
Les écoutes téléphoniques ont été facilitées par la loi n°2006-64 du 23 janvier 2006 « relative à la lutte contre le terrorisme et portant dispositions diverses relatives à la sécurité et aux contrôles frontaliers » (en particulier l'art. 6). La loi n° 91-646 du 10 juillet 1991, « relative au secret des correspondances émises par la voie des communications électroniques », modifiée par la loi n°2004-669 du 9 juillet 2004 relative aux communications électroniques et aux services de communication audiovisuelle et la loi précitée de 2006, donne également aux Armées et à la DGSE la possibilité de réaliser des interceptions dans le cadre du renseignement électromagnétique. L'art. 3 de cette loi autorise en particulier :
«  les interceptions de correspondances émises par la voie des communications électroniques ayant pour objet de rechercher des renseignements intéressant la sécurité nationale, la sauvegarde des éléments essentiels du potentiel scientifique et économique de la France, ou la prévention du terrorisme, de la criminalité et de la délinquance organisées et de la reconstitution ou du maintien de groupements dissous en application de la loi du 10 janvier 1936 sur les groupes de combat et les milices privées. »

## «Frenchelon»
Surnommé « Frenchelon » en référence au système anglo-saxon Echelon, ce système de renseignement serait géré par la direction du Renseignement militaire (DRM) et la direction générale de la Sécurité extérieure (DGSE), dont la direction technique est responsable du renseignement électronique stratégique. La plus importante des stations d’écoute est à Domme, près de Sarlat, dans la Dordogne (44° 47′ 11″ N, 1° 14′ 17″ E), les autres étant réparties entre la métropole (Les Alluets-le-Roi-Feucherolles, Mutzig, fort du Mont-Valérien, plateau d'Albion, Saint-Laurent-de-la-Salanque, Cap d'Agde, presqu'île de Giens, Solenzara, Filley et Dieuze), l'outre-mer (Saint-Barthélemy, le centre d'écoute militaire des Bandamiers à Mayotte, La Réunion, Kourou (Centre Spatial Guyanais) 5° 10′ 01″ N, 52° 42′ 04″ O, Papeete et la Tontouta en Nouvelle-Calédonie) et les anciennes colonies (Bouar, Djibouti). Il existe aussi une station de collecte et d'analyse du renseignement d'origine électromagnétique (communications radios et signaux radars) embarquée sur le navire espion Dupuy-de-Lôme.
Ces stations (plus les locaux administratifs de la DGSE situés boulevard Mortier, dans le 20e arrondissement de Paris) captent les communications électroniques, les analysent par le biais de logiciels et, dans la mesure du possible, décryptent les communications chiffrées (messages diplomatiques, militaires, de grandes entreprises, etc.).
Son existence n'a pas été officiellement reconnue par les autorités françaises, bien que de nombreux journalistes français, et anglo-saxons, se fondant sur des sources militaires, en aient parlé depuis que les instances européennes se sont intéressées à Echelon, ou encore dans le cadre de la lutte antiterroriste.

## Autres systèmes du même type en France
Outre Frenchelon, le système « Emeraude » (Ensemble mobile écoute et recherche automatique des émissions) est une des composantes du Système de guerre électronique de l'avant (SGEA) de l'Armée française, et que la rumeur a longtemps confondu avec Frenchelon.
Emeraude complète, à l’extérieur, le système d’écoute existant sur les réseaux de communication du territoire français, géré par la direction générale de la Sécurité intérieure (DGSI), installé dans chaque département dans les locaux des préfectures ou leurs annexes, mais capable de servir aussi de réseau de secours pour les situations d’urgence et pour la diffusion téléphonique de bulletins d’alerte. 
Ce réseau parallèle, largement surdimensionné par rapport à ses missions d’écoute (qui sont placées sous le contrôle de l’autorité judiciaire qui les autorise et les supervise légalement en contrôlant l’usage et la conservation des données recueillies), est construit en collaboration avec la Sécurité civile et les autorités civiles ou militaires chargées de la sécurité intérieure. Il peut servir à prendre et acheminer en charge les appels vers les services de secours et d’urgence en cas de situation de catastrophe ou de surcharge d’un centre d’appel normal. 
Il dispose d’interconnexions avec l’ensemble des opérateurs de télécommunications filaires ou hertziens et de diffusion, privés ou publics, opérant sur le sol français et peut intercepter les communications de n’importe quel abonné sur l’un de ces réseaux.

## Contrôle
L'écoute au sens strict est soit judiciaire (ordonnée par un magistrat dans un cadre légal), soit administrative (ordonnée par certains ministères dans des affaires de terrorisme, sécurité économique ou autres). Dans le premier cas, elle est contrôlée par le juge tandis qu'un comité de contrôle rattaché à l'ANTENJ s'assure de la conformité au droit des outils permettant l'interception. Dans le second cas, l'opportunité des écoutes est contrôlée par une commission indépendante, la Commission nationale de contrôle des techniques de renseignement (CNCTR).
Dans le domaine bancaire, les écoutes sont enregistrées pour une durée variant de six mois à cinq ans.

## Nombre et fréquence des écoutes
Entre les deux tours de l'élection présidentielle de 2007, François Baroin, alors ministre de l'Intérieur, a mis en place une plateforme pouvant traiter 20 000 requêtes par an, sous la responsabilité de l'Uclat (Unité de coordination de lutte anti-terroriste),. Les deux tiers de ces requêtes sont faites par la DST et les RG. 
Les écoutes judiciaires atteignent en France en 2020, selon un rapport de la Cour des comptes, 100 millions de communications par an, et correspondent à une moyenne de 10 000 lignes qui sont écoutées en permanence par le biais de la Plateforme nationale des interceptions judiciaires (PNIJ). 